# Chester Zardis
Chester „Little Bear“ Zardis (* 27. Mai 1900 in New Orleans, Louisiana; † 14. August 1990) war ein US-amerikanischer Jazzmusiker (Kontrabass, Tuba).

## Leben und Wirken
Zardis hatte Unterricht bei Billy Marrero, der das Superior Orchestra leitete. In seiner Jugend war er in einen Faustkampf in einem New Orleanser Theater verwickelt, woraufhin er in das Kinderheim Coloured Waif's Home verbracht wurde. Dort spielte er mit anderen Insassen, wie dem jungen Louis Armstrong oder Kid Rena, in der Band der Einrichtung, die auch öffentlich auftrat. Mit 16 Jahren wurde er Mitglied von Buddie Petits Orchestra; er arbeitete als Bassist in Nachtclubs und als Tubist in Brass Bands im New Orleans der 1920er Jahre. Er spielte u. a. mit Kid Rena, A. J. Piron, Punch Miller, Kid Howard, Jack Carey, Fate Marable und Duke Dejans Dixie Rhythm Band.
Den Spitznamen Little Bear erhielt er vom Bandleader Fats Pichon, bei dem Zardis in den 1930er-Jahren auf dem Dampfschiff S.S. Capital arbeitete. Während dieses Jahrzehnts spielte er in New York auch bei Count Basie; seit 1937 entstanden Aufnahmen mit Kid Howard, George Lewis und Bunk Johnson. Während des Zweiten Weltkriegs diente Zardis in der US-Army; nach Kriegsende arbeitete er kurzzeitig als Sheriff im Westen der USA. Nach seiner Rückkehr nach New Orleans spielte er bei Andy Anderson, verließ jedoch zwischen 1954 und 1965 die Musikszene. Nachdem er wieder aktiv auftrat, spielte er häufig in der Preservation Hall u. a. mit George Lewis und Percy Humphrey. Zardis war dann bis zu seinem Tod 1990 als Musiker tätig und ging auf mehrere internationale Tourneen. Im Bereich des Jazz wirkte er zwischen 1937 und 1990 bei 73 Aufnahmesitzungen mit.
Zardis ist in mehreren Dokumentarfilmen zu sehen, wie Liberty Street Blues, Chester Zardis: Spirit of New Orleans und Three Men of Jazz. 

## Diskographische Hinweise
- Kid Thomas Valentine & Chester Zardis Visit The Maryland Jazzband of Cologne – ...On My Way to Hollywood (1983)